# L'isola che non c'è (album)
L'isola che non c'è è un album antologico di Edoardo Bennato pubblicato nel 2002; è la riedizione dell'album Capitan Uncino, uscito nel 1992, di cui riprende la grafica di copertina.
Le tracce di questa raccolta sono le stesse dell'album citato con l'aggiunta di Uffà! Uffà!, Allora, avete capito o no?, Meno male che adesso non c'è Nerone e Quando sarai grande.
Tutte le canzoni sono estratte dagli album originali degli anni 1973-1980, da Non farti cadere le braccia fino a Sono solo canzonette.

## Tracce
1. L'isola che non c'è – 4:00
2. Il rock di Capitan Uncino – 5:27
3. Sono solo canzonette – 4:58
4. Sei come un juke-box – 3:30
5. La torre di Babele – 4:02
6. Venderò – 4:00
7. Signor censore – 5:04
8. Cantautore – 5:27
9. Il gatto e la volpe – 2:59
10. In fila per tre – 3:52
11. Un giorno credi – 3:37
12. Campi Flegrei – 4:18
13. Non farti cadere le braccia – 3:43
14. Uffà! Uffà! – 2:30
15. Rinnegato – 6:46
16. Allora, avete capito o no? – 6:20
17. Meno male che adesso non c'è Nerone – 3:25
18. Quando sarai grande – 4:42